# 藝閣

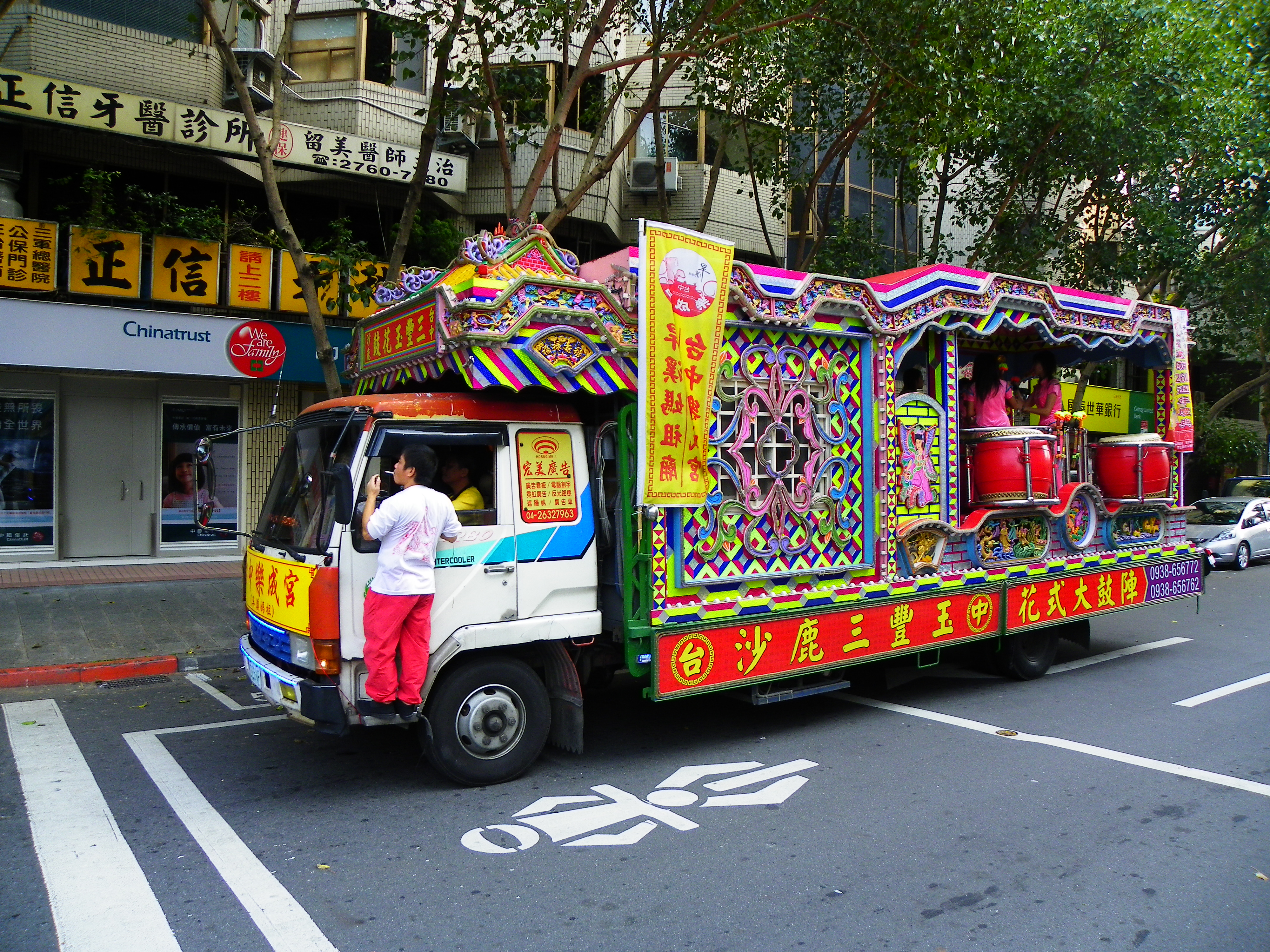
臺北市松山慈祐宮媽祖遶境的藝閣

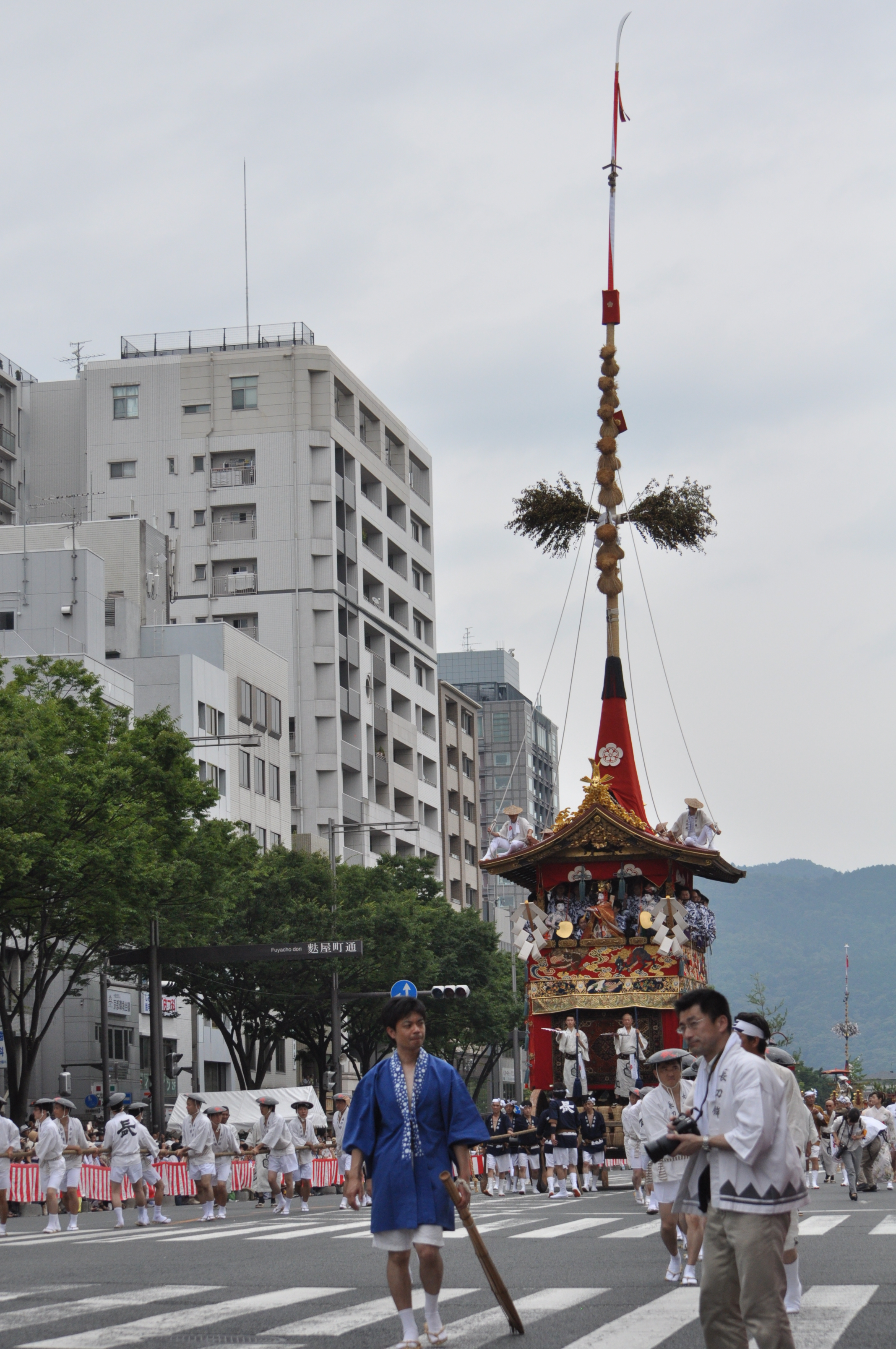
日本京都府京都市祇園祭的藝閣

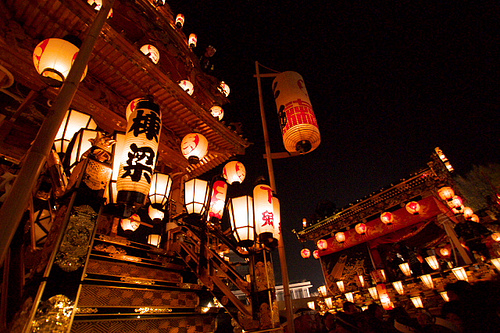
日本埼玉縣秩父市秩父神社夜祭的藝閣

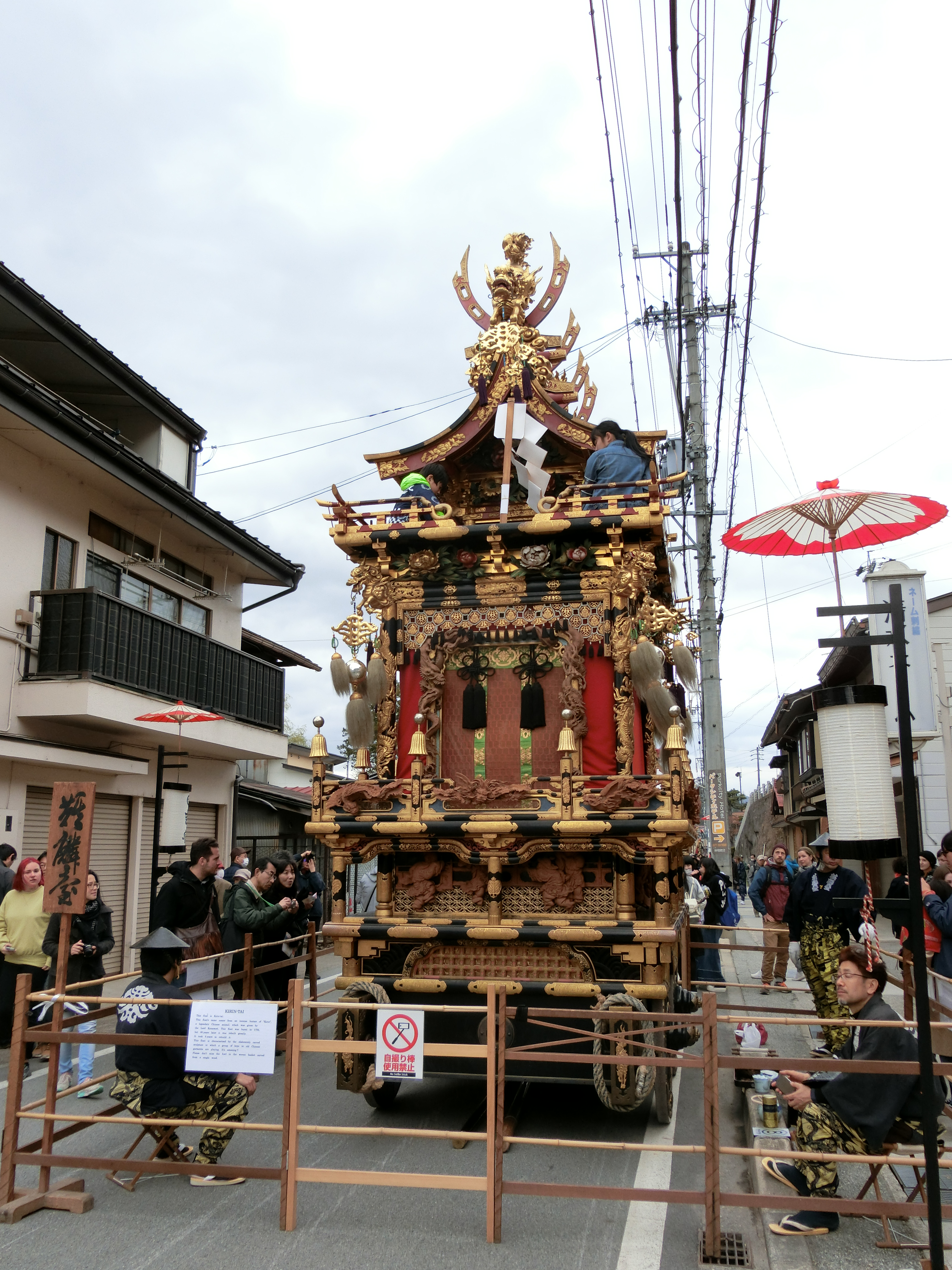
日本岐阜縣高山市高山祭使用的藝閣

藝閣（又名臺閣、抬閣、飄色、日本稱作山車或屋台）是一種源自東亞傳統民俗技藝表演，與陣頭合稱藝陣，常見於迎神賽會。一般由小孩子裝扮成各種歷史人物，坐在製作精美的閣子裡，由人抬著或搭載於車子上遊行街頭。又稱「詩意閣」，古代是一種古色古香的傳統式花車，車上由真人扮演各種神話、戲劇人物，並佈置有花草樹木的亭台樓閣，藉此呈現民間傳說或小說戲曲之故事情節。舉凡地方上有迎神廟會、行香等慶典活動，常見藝閣參與遊行。日本以「山車・鉾車・屋台祭典」被聯合國教科文組織登錄非物質遺產，臺灣臺南市則以「藝閣」登錄為無形文化資產保存技術及保存者-傳統工藝類。

## 源起
藝閣源自於漢代的上元節點燈。根據《佛教大辭典》 （页面存档备份，存于）：「點燈，放夜也。漢明帝時，佛法初東漸，摩騰竺法蘭與道士角力勝之，明帝於上元燃燈，以示佛法大明。後代傚之。」漢明帝時，詔令上元節必須「點燈放夜」，以表示佛法大明，此後由於歷代仿傚，逐漸成為民間習俗。到了唐宋，訂定上元為燈節。不過「點燈放夜」只是一種靜態的展示；唐代開始，民間出現了山車和陸船的動態表演形式，即現在的藝閣。
宋代的「訝鼓戲」及「肉傀儡」是藝閣的其中兩種表演形式，《武林舊事》、《夢梁錄》等諸書均有紀錄當時「臺閣」出現於廟會迎神之盛況。明代時，「迎台閣」成為當時迎神廟會最普遍流行的活動。
清朝時，山車和陸船逐漸開始發展成為民間迎神廟會的重要遊藝陣頭，因其外表頗似樓閣，故又被稱「藝閣」。

## 各地發展

### 台灣

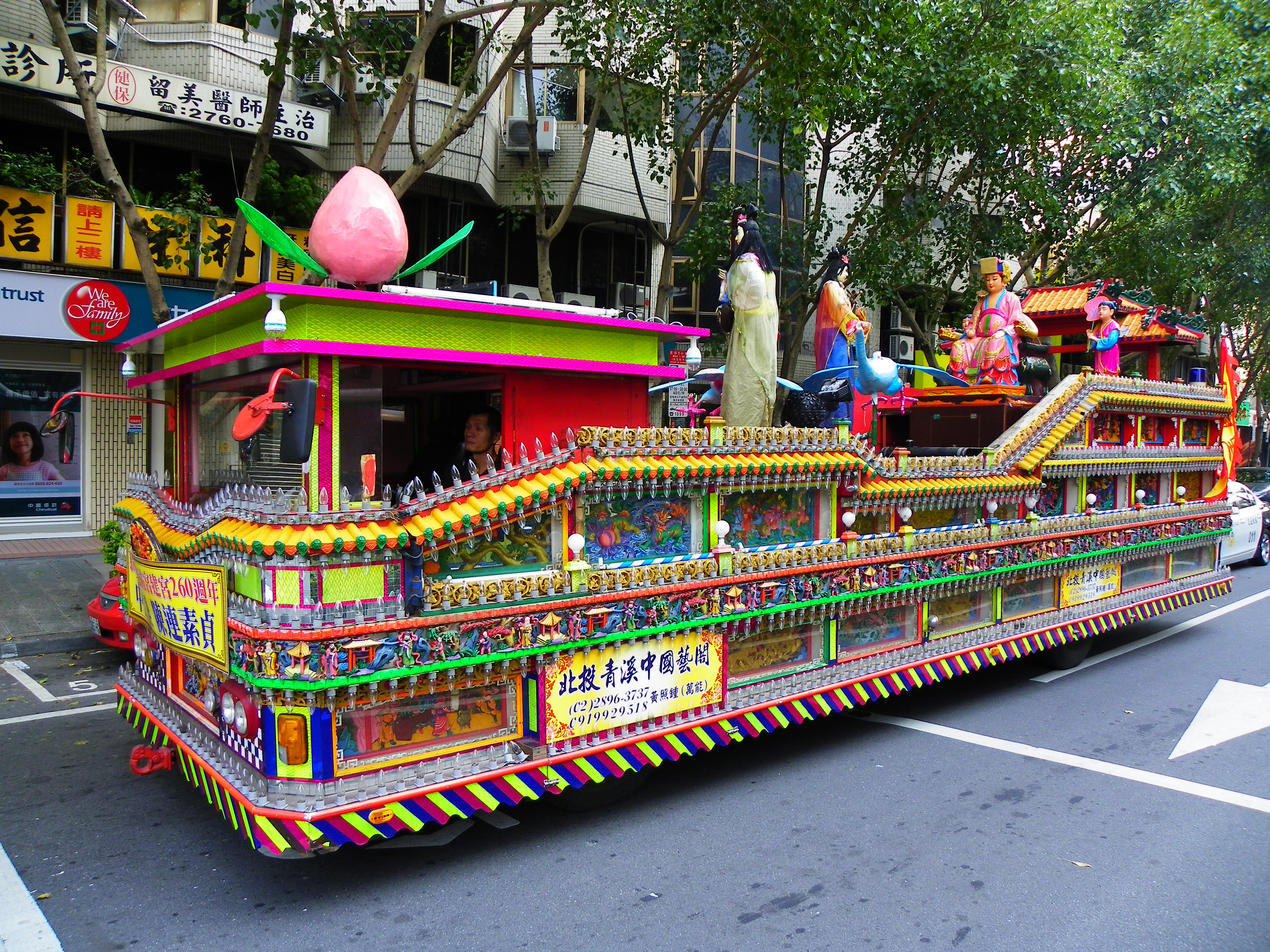
台灣廟會藝閣

藝閣的引入，相傳是由信徒從福建泉州、廈門等地引進台灣，至今約有三百年的歷史。而台灣在清朝時期出現以真人馬匹扮演的「馬前閣」，場面十分浩大。清乾隆朱景英《海東札記》中記載：「俗喜迎神賽會，如天后誕辰、中元普度，輒醵金境內，備極鋪排，導從列仗，華侈異常。又出金傭人家垂髫女子，妝扮故事，舁遊於市，謂之『抬閣』，靡靡甚矣。」。成書於同治十二年（西元一八七三年）的《東瀛識略》亦有記載：「又有擇童男女之美秀者，飾為故事，名曰臺閣；數架、十餘架無定，每架四人舁之，先以鼓吹，?歷街市，及署而止，官乃賚以銀牌。」依此言當時藝閣是以童男童女裝扮，以人力扛抬，並以樂隊伴奏遊街，且受官署所肯定。連橫「詩意」一文亦提及：「台灣迎賽，輒裝臺閣，謂之詩意。而所裝者，多取小說，牛鬼蛇神，見之可唒。」。此外，在台灣竹枝詞中記載藝閣更多，例如：劉其灼〈元宵竹枝詞〉「熬山藝閣簇卿雲，車鼓喧闐十里聞，東去西來如水湧，儘多冠蓋庇裙釵。」
剛開始時，以木板搭建閣棚，加以佈置裝飾，並由能歌能彈的南管樂曲藝旦，打扮成歷史詩詞或小說典故中的各個角色，坐在閣棚的閣台上，演唱南管樂曲，並由四到八個壯漢扛抬遊街，頗受愛好南管音樂者與詩人墨客的喜愛。
日治時期，藝閣多半由藝妓扮演。日本皇太子到台灣遊玩時，政府當局曾強迫藝陣遊行供皇太子欣賞藉此表示歡迎之意，因而曾使藝閣極盛一時。日治末期，受戰爭之影響藝閣一度銷聲匿跡，其後因社會經濟的發展，又再度活躍於民間廟會活動。
早期的藝閣是由真人扮演並以人力扛抬，逐漸演變至人力板車承載，另有牛車、木輪車。隨著時代進步，增加了鐵牛車及馬達三輪車的輔助；電動車，現由小貨車發展成大卡車、大拖車承載，閣台上的裝飾也更多了彩繪、雕花乃至於各種科技的聲光特效，最後演變成如今的「電子花車」。
台灣的藝閣有蜈蚣閣及妝台閣兩種，妝台閣是在木座上裝置樓台亭閣，由孩童扮演歷史或戲劇人物，或坐或立於台上；蜈蚣閣則是以多個藝閣串聯而成，行進時宛如蜈蚣行走故名。而蜈蚣閣因其具有宗教功能自成一陣，所以稱為蜈蚣陣，現今藝閣多是指妝台閣為主，妝台閣屬小型藝閣，有在汔車上裝設樓台佈景，設置電動假人的，或真人置於其中的；也有裝閣在三輪車上而多台串連起來的，在學甲上白礁裡可以看到所有藝閣的種類，有後社集和宮的蜈蚣陣、有設於汽車上的藝閣，也有三輪車的藝閣如白礁宮的董漢尋母及宅口角興太宮的五虎平西，更有類似蜈蚣陣的羅姓角八仙棚。
藝閣台上的人物，通常都由童男童女扮演，個個打扮得花枝招展，濃妝豔抹，穿著華麗的戲服在台上全力演出。
台灣之藝閣分佈以雲林北港、台南學甲、佳里、嘉義朴子、和台中海線地區為主，目前雲林北港和台南學甲之藝閣仍由真人扮演配合電動模型，而北港鎮北港朝天宮之藝閣規模為全台最大，近年更透過網路新媒體報導、傳播而享有高知名度。嘉義朴子地區近年也開始復興真人配合電動模型藝閣，台中地區則全以道具、模型裝閣，加上炫麗的燈光、勁爆的音效，因而成為另類的電動聲光閣。

### 日本
日本祭典中33件涉及山・鉾・屋台等稱呼的山車遊行節慶被聯合國教科文組織於2016年（平成28年）11月30日登錄為無形文化遺產。